# János Németh
Pour les articles homonymes, voir Németh.
János Németh (né le 12 juin 1906 à Budapest, mort le 5 mars 1988 à Madrid) est un joueur de water-polo hongrois, champion olympique en 1932 et 1936.
Sélectionneur de l'équipe de Hongrie, médaille d'argent en 1948, il devient le sélectionneur de l'équipe d'Espagne en 1956.
- CIO
- Comité olympique hongrois
- International Swimming Hall of Fame
- Olympedia